# 黃色小矮人
《黃色小矮人》杂志是一份在法国巴黎出版的具有自由主义倾向、反对拿破仑帝国政策的讽刺性政治杂志，存在于1814年12月15日至1815年7月15日这段时期。

## 发展历史
《黃色小矮人》杂志于1814年由法国记者路易·考乔伊斯·莱米尔（Louis Cauchois-Lemaire）创办，刊物全称是《黃色小矮人，或艺术、科学和文学杂志》（Le Nain jaune, ou Journal des arts, des sciences et de la littérature；The yellow dwarf, or journal of the arts, sciences and literature）。
1815年7月，该杂志因遭到法国皇家法令镇压而被迫停刊。不过，它的编辑们并没有因此而放弃，他们将刊物重建于布鲁塞尔，并改名为《黄色小矮人难民版》（Le Nain Jaune Refugié）。
1816年3月，这份杂悄悄入境法国，但仅存活了六个月就再度流产。这份杂志由阿道夫·瓦伦（Adolphe Wahlen）印刷，1817年，易名为《自由主义者》（Le Libéral，The Liberal），同年3月1日，再度更名为《真正的自由主义者》（Le Vrai Libéral，The True Liberal）。伴随着易名的是，这份杂志开始对当局颇有微词。1821年7月25日，《真正的自由主义者》停刊。这份几经周折的法国杂志最终成为历史。